# 연애술사
"연애술사"는 2005년에 개봉한 대한민국의 영화이다.

## 캐스팅
- 박진희 : 구희원 역
- 연정훈 : 우지훈 역
- 조미령 : 이선희 역
- 하동훈 : 박동선 역
- 오윤아 : 오현주 역
- 최원영 : 한준석 역
- 김지석 : 윤우석 역
- 박용수 : 희원 부 역
- 이경진 : 희원 모 역
- 김용훈 : 우석 짝꿍 역
- 강재섭 : 미영 남친 역
- 윤주련 : 마술녀 역
- 이종구 : 교장 선생님 역
- 김하은 : 구미영 역
- 이주환
- 최성국 (특별출연)
- 최은주 (특별출연)
- 정의갑 (특별출연)
- 심형탁 (특별출연)
- 최여진 (특별출연)
- 박용식 (특별출연)

## 참고 사항
- 극중 박동선 역으로 나온 하하는 방송인 안혜경과 한때 열애설이 있었는데[1] 안혜경은 극중 이선희 역이었던 조미령의 뒤를 이어 MBC TV특종 놀라운 세상을 진행한 바 있었다[2].